# Vedřiny
Vedřiny, též prázdniny z horka či mimořádné prázdniny je termín pro zkrácení výuky či pracovní doby z důvodu velké teploty v budově.

## Vyhlášení vedřin
Limity pro vyhlášení vedřin kompetentní autoritou se liší podle typu instituce, ale většinou se uvažuje o teplotách nad 25-30 stupňů Celsia. Vedřiny byly vyhlašovány již za Rakouska-Uherska, kdy vyučování probíhalo i v letních měsících.